# Michael J. S. Dewar
Michael James Steuart Dewar (Ahmednagar, 24 settembre 1918 – Gainesville, 10 ottobre 1997) è stato un chimico indiano naturalizzato statunitense.
Nato in India da genitori scozzesi, all'età di otto anni fu mandato a studiare in Inghilterra. 
Ottenne un Ph.D. al Balliol College di Oxford. Dal 1951 insegnò chimica al Queen Mary College dell'Università di Londra. 
Nel 1959 si trasferì negli Stati Uniti. Insegnò prima all'Università di Chicago e dal 1963 all'Università del Texas a Austin. Rimase a Austin per 26 anni e nel 1989 si trasferì all'Università della Florida, dove rimase come professore emerito fino al ritiro dall'insegnamento nel 1994. Morì nel 1997 all'età di 79 anni.
Dewar ha dato notevoli contributi alla chimica teorica, soprattutto nei settori della chimica organica e della chimica computazionale. Negli anni '70 e '80 Ha sviluppato vari metodi di calcolo semi-empirici usati in chimica quantistica (MINDO, MNDO, AM1 e PM3), che sono oggi parte integrante del programma MOPAC. Con tali programmi si può ottimizzare la struttura di grandissime macromolecole, contenenti fino a 10.000 atomi. 

## Premi e riconoscimenti
Dewar ha ricevuto numerosi premi e riconoscimenti, fra cui:
- Membro (Foreign Member) della Royal Society (1960)
- Membro della American Academy of Arts and Sciences (1966)
- Membro della National Academy of Sciences (1983)
- Tilden Medal della American Chemical Society (1954)
- G.W. Wheland Medal della University of Chicago (1976)
- Medaglia Davy della Royal Society di Londra (1982)
- Tetrahedron Prize for Creativity in Organic Chemistry (1989)
- Medaglia WATOC (World Association of Theoretical Organic Chemists), (1990)
- Membro dell'Accademia internazionale di scienze quantistiche molecolari

## Scritti
- Electronic Theory of Organic Chemistry, Oxford: Clarendon Press, 1949
- Introduction to Modern Chemistry, Oxford University Press, 1965
- Molecular Orbitals, Springer Verlag, 1971
- Hyperconjugation, Ronald Press, New York, 1962
- PMO Theory of Organic Chemistry (con R.C. Dougherty), Plenum, New York, 1975
- A semiempirical Life, American Chemical Society, Washington D. C., 1992
- Molecular Orbital Theory of Organic Chemistry, McGraw Hill, 1969